# Idioma karankawa
El karankawa fue una lengua indígena del Sureste de Estados Unidos, actualmente extinta y hablada en el pasado por los miembros de la etnia karankawa. 
El significado del término karankawa no se conoce, se cree que tiene podría significar algo como 'criadores-de-perros', hipótesis verosimil, ya que se conocen que los karankawas poseían cánidos. Eran un pueblo nómada, que migraban entre tierra firme y las islas

## Clasificación
Sólo se conocen algunos centenares de palabras del karankawa. A partir de dichas listas se ha conjeturado que podría estar emparentado con el coahuilteco, aunque se conoce tan poco de las lenguas de esta región (Texas, Coahuila, Nuevo León y Tamaulipas).

## Descripción lingüística
Sólo se conocen unas pocas palabras del Karankawa recogidas por diversos autores desde el siglo XVII al XIX cuando la lengua se extinguió. La primera lista de 29 palabras del "Clamcoche" al norte y noreste de la Bahía de Matagorda ((baie St. Bernard o baie St. Louis) recogidas por los hermanos Pierre y Jean-Baptiste Talon; que vivieron entre los clamcoches entre 1687 y 1689. Tenemos unas 106 palabras más o menos del área sureste, quizá cerca de la bahía de Aransas (baie Saint-Joseph), recogidos por Jean Béranger en 1720. El resto de los vocabularios publicados fueron recogidos por Albert Samuel Gatschet de personas que recordaban algunas palabras, cuando ya no quedaban hablantes nativos de la lengua. Gatschet compiló 6 palabras de Salli Washington y 17 palabras del Viejo Simon, ambos indígenas Tonkawa de avanzada edad, en 1884. Además recopiló cerca de 136 entradas más (cada entrada era una palabra a veces con una o más frases ilustrativas) en 1888 de Alice Williams Oliver. El padre de Alice Oliver se había asentado en la costa norte de la bahía de Matagorda en 1836 y ella había aprendido la lengua de los indios que vivían cerca de su casa cuando tenía entre 10 y 20 años, aunque ella misma escribió entre quinientas y seiscientas palabras había perdido ese vocabulario, pero en 1871 todavía fue capaz de recordar 134 palabras. El mejor vocabulario recopilado sobre el Karankawa procede de Allice W. Oliver, que murió tres meses más tarde de entrevistarse con Gatschet.

## Comparación léxica
La siguiente tabla muestra los numerales en algunas lenguas indígenas norteamericanas:
| GLOSA | Atákapa Oc.[1]         | Atákapa Or.[2] | Natchez[3]   | Chitimacha[4][5] | Tónkawa[6] | Karankawa[7]  |
| ----- | ---------------------- | -------------- | ------------ | ---------------- | ---------- | ------------- |
| '1'   | tanuʔk                 | hannik         | wītã         | (h)unku          | weˑʔls     | nā́tsa         |
| '2'   | tsīk                   | hapalšt        | āwiti        | (h)upa           | ketay      | haíkia        |
| '3'   | lāt                    |                | nēti         | kahitie          | metis      | kaxáyi        |
| '4'   | himatoʔl               | tets           | kinawīti     | me(če)čant       | sikit      | hayo          |
| '5'   | nīt                    |                | išpīti       | hussa            | kaskʷa     | nā́tsa         |
| '6'   | lāt tsīk               |                | lāhanaʔoχ    | hatẽka           |            | haíkia, háyo  |
| '7'   | paχ(e)                 | paighu         | anʔkwa       | mīčeta           |            | haíkia, nā́tsa |
| '8'   | himatoʔl tsīk          |                | apkatūpiš    | kweta            |            | haíkia        |
| '9'   | wōš išōlan / tegghuiau |                | witipkatūpiš | kwičeta          |            | haíkia        |
| '10'  | wōš / heissign         |                | ōkō          | heihetie         |            | hábe          |